# Comuna Bojuriște, Sofia
Bojuriște este o comună în regiunea Sofia din Bulgaria. Cuprinde un număr de 10 localități.  Reședința sa este orașul Bojuriște. Localități componente:

## Demografie
Componența etnică a comunei Bojuriște
     Bulgari (94,59%)
     Nicio identificare (4,13%)
     Altele (1,56%)
La recensământul din 2011, populația comunei Bojuriște era de 8.473 locuitori. Din punct de vedere etnic, majoritatea locuitorilor (94,59%) erau bulgari. Pentru 4,13% din locuitori nu este cunoscută apartenența etnică.